# Jüdenstrasse, Berlin
Artikeln behandlar gatan i stadsdelen Mitte i Berlin. En gata med namnet finns även i Berlinstadsdelen Spandau.
Jüdenstrasse, tysk stavning: Jüdenstraße, är en gata i Berlins gamla kvarter, i stadsdelen Mitte. 

## Namn
Jüden är en äldre tysk namnform för judar, från medelhögtyskans Juden. Gatan är uppkallad efter Grosser Judenhof, Berlins äldsta judiska kvarter som anlades i slutet av 1200-talet vid gatan. Gatunamnet härstammar från medeltiden och har genom århundradena inte ändrats, inte ens under Nazityskland.

## Sträckning
Jüdenstrasse har trots flera tillfälliga ändringar behållit sin huvudsakliga ursprungliga sträckning fram till 2000-talet. Den förbinder Stralauer Strasse med Königsstrasse, som 1951 bytte namn till det nuvarande Rathausstrasse.
I trakten av Molkenmarkt skärs gatan i två delar av trafikleden Grunerstrasse. Gatans norra ände vid Rathausstrasse hade tidigare en förlängning kallad Hoher Steinweg som mynnade i den likaledes idag försvunna Bischofstrasse. Hoher Steinweg var en hög stenläggning som gjorde gatan mindre lerig än de angränsande obelagda gatorna. Spåren av denna gata jämnades med marken och ligger idag under parken som omger Fernsehturm. Den relativt nyanlagda södra förlängningen av Jüdenstrasse leder ned till Rolandufer vid Spree och kallas sedan 1999 Neue Jüdenstrasse.

## Historia
Jüdenstrasse anlades i Klosterviertel i Berlins äldsta kvarter på 1200-talet. De äldsta skriftliga beläggen för judiska invånare i Berlin är från 1295. 

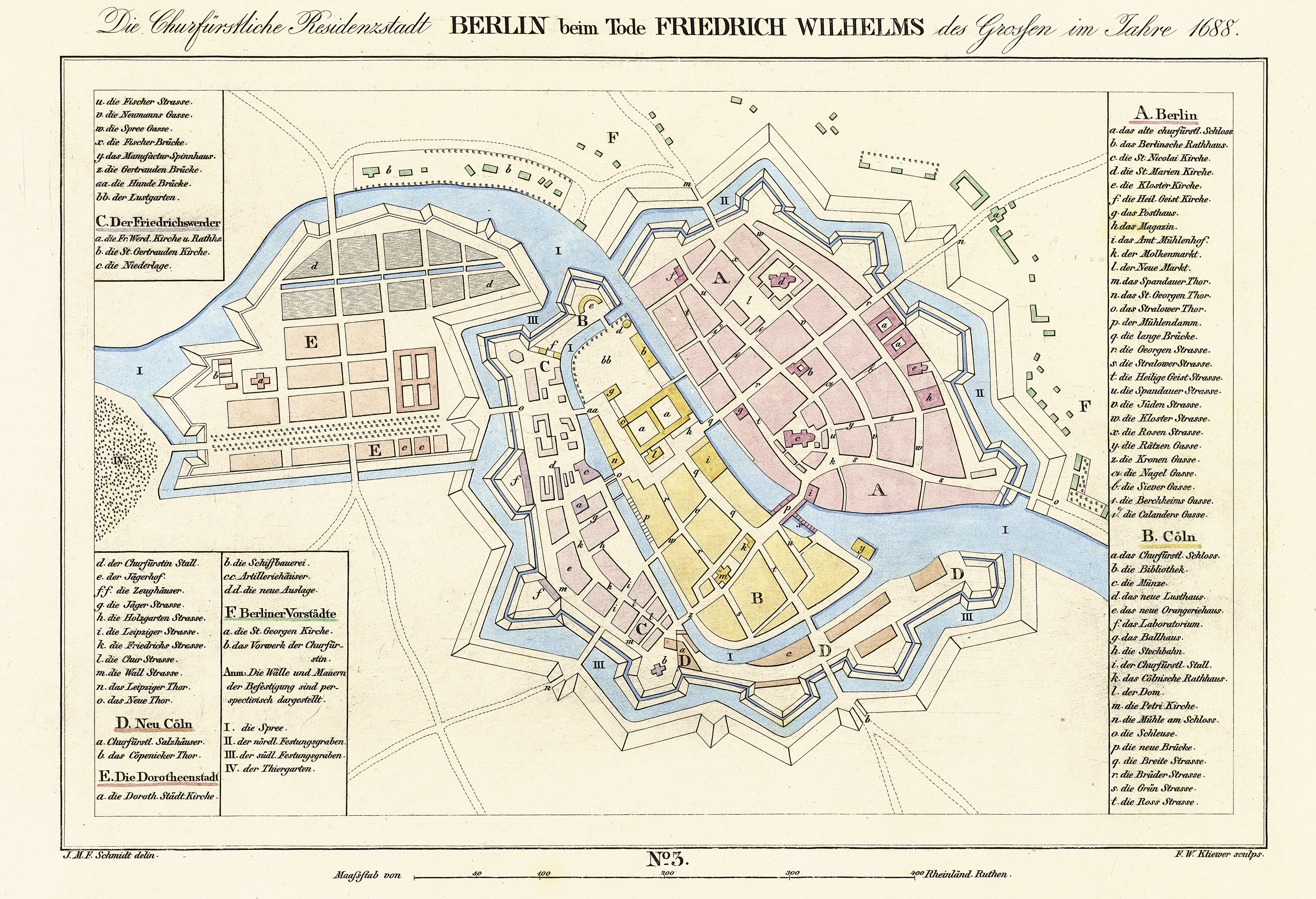
Karta över Berlin med sina dåvarande befästningsverk på 1680-talet. Jüdenstrasse markeras med v.

Enligt Anschaulichen Tabellen von der gesamten Residenzstadt från år 1799 började Jüdenstrasse vid Stralauer Strasse, där nummer 1 låg i korsningen. Därefter följde korsningen med Kronengasse - Rätzengasse, förbi Grosser Judenhof, över Siebergasse och Nagelgasse fram till dåvarande Königstrasse, där hus nummer 32 låg. Vid detta hörn låg från 1799 Königliche Gouvernement-Haus, sedermera kallat Gouverneurshaus. På gatan bodde huvudsakligen hantverkare, handlare och anhöriga till preussiska militärer. 
Adressboken från år 1901 visar att Berlins historiska centrum vid denna tid var mycket tätbebyggt. De sista decennierna av 1800-talet hade hyreskaserner i flera våningar ersatt de tidigare små husen med hantverkarbostäder och verkstäder. Gatunumreringen utgick vid denna tid från norra änden vid Königstrasse och hade sammanlagt 60 husnummer. Antalet byggnader var ungefär lika stort som på 1700-talet, men det genomsnittliga antalet invånare per hus låg nu över 10. Byggnaden nummer 51/52 tillhörde Nikolaikyrkan och Mariakyrkans församling och var kyrkoherden A. Seydels tjänstebostad. Från juli 1913 till maj 1930 bodde Ludwig och Margarete Wessel här och deras barn, Horst, Ingeborg och Werner. Efter att sonen Horst Wessel dödats lät NSDAP sätta upp en minnestavla på husväggen, i närvaro av den lokale nazistledaren Julius Lippert och andra prominenta gäster. På nummer 49 låg Berliner Börsen-Zeitungs redaktion. 

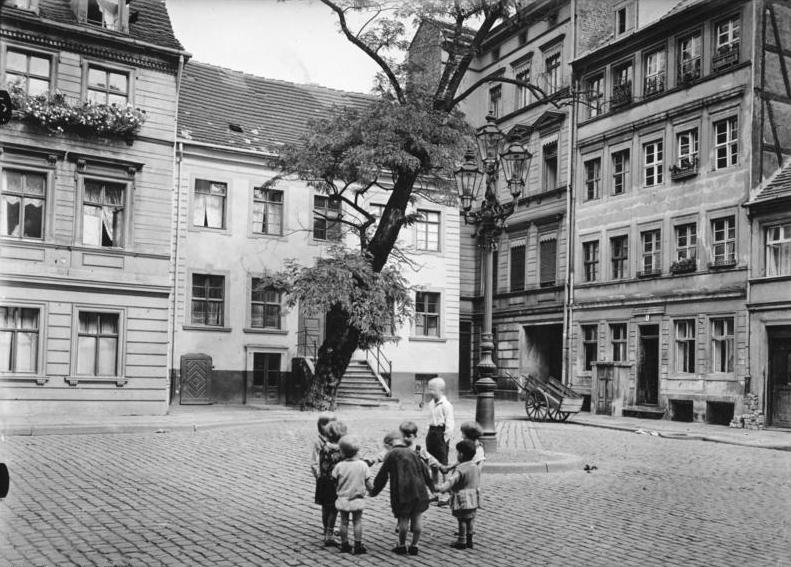
Grosser Jüdenhof omkring 1930.

Det gamla judiska kvarteret vid gatan, Grosser Jüdenhof, låg omkring en större öppen plats vid gatan och behöll sin äldre bebyggelse fram till 1930-talet. På gatuskylten upplystes 1936 om att Grosser Jüdenhof fått sitt namn från ett "avskilt och avspärrningsbart bostadsområde för judar (getto) i det medeltida Berlin". Av Jüdenstrasses historiska bebyggelse återstår efter andra världskrigets bombningar och rivningarna under DDR-tiden endast Rotes Rathaus, Altes Stadthaus och Neues Stadthaus. Även det tidigare omnämnda Gouverneurshaus samt Salamanderhaus är idag borta. Av denna anledning når den främre fasaden på den på 1970-talet uppförda gallerian Rathauspassagen idag ända till gathörnet.

## Kända byggnader vid gatan

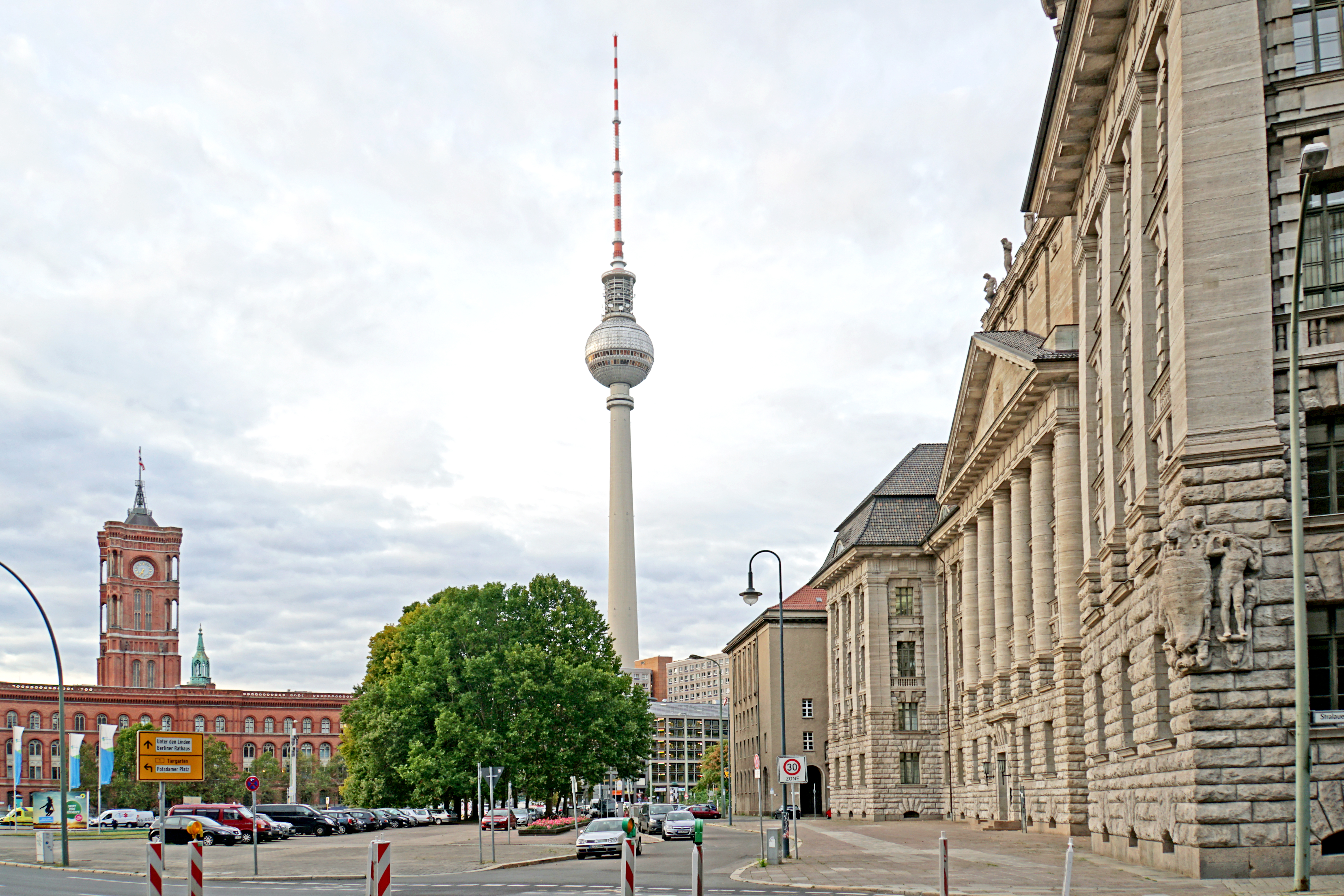
Vy norrut längs gatan. Från vänster till höger: Rotes Rathaus, Neues Stadthaus och Altes Stadthaus. I bakgrunden Fernsehturm.

Följande kända byggnader ligger vid gatan, från norr till söder:
- Rotes Rathaus, Berlins rådhus och säte för Berlins regerande borgmästare och Berlins senat. Byggnaden ritades i rundbogenstil av Hermann Friedrich Waesemann och färdigställdes 1871. Den utmärks av sitt karakteristiska röda tegel och torn. Rådhuset förstördes delvis i andra världskriget men byggdes åter upp på 1950-talet, då som säte för Östberlins överborgmästare och kommunala politiska organ.
- Altes Stadthaus på Jüdenstrasse 34–42, ritat av Ludwig Hoffmann och färdigställt 1911 som annex till rådhuset. Under DDR-epoken var den monumentala byggnaden säte för Östtysklands ministerråd. Idag är huset lokaler för förbundslandet Berlins inrikes- och sportförvaltning samt myndigheten för kulturminnesskydd.
- Neues Stadthaus, kontorshus färdigställt 1938 efter ritningar av Kurt Starck och Franz Arnous. Byggnaden var tänkt att ingå i en större samling representativa byggnader kring Molkenmarkt i samband med planeringen av Welthauptstadt Germania, men denna byggnad var en av få som faktiskt hann realiseras före krigsutbrottet. Ursprungligen inhyste byggnaden försäkringsbolaget Feuersozität, men kom att bli tillfällig möteslokal för Berlins stadsfullmäktige under ockupationen efter krigsslutet 1945 då både Rotes Rathaus och Altes Stadthaus var svårt krigsskadade. Idag inhyser byggnaden stadsdelsområdet Mittes Standesamt, myndigheten som handlägger vissa folkbokföringsfrågor och borgerliga vigslar, och är därför en av de största borgerliga vigsellokalerna i Tyskland.
- Det kommunala vattenbolaget Berliner Wasserbetriebes kontorslokaler på Neue Jüdenstrasse 1, uppförda 2000.